# Pont de Brooklyn
Le pont de Brooklyn (en anglais Brooklyn Bridge), à New York, est l'un des plus anciens ponts suspendus des États-Unis. Il traverse l'East River pour relier les arrondissements de Manhattan et de Brooklyn.
Long de 1 825 mètres et haut de 84 mètres, ce pont a coûté plus de 15 millions de dollars de l'époque et on estime que 27 personnes ont perdu la vie pendant les travaux, qui ont duré 14 ans. Son architecte, John Augustus Roebling étant mort des suites d'un accident sur le chantier, et quelques jours seulement après le début de la construction, c'est son fils, Washington Roebling, puis sa belle-fille, Emily Warren Roebling, qui menèrent le projet à son terme. Le pont de Brooklyn est ouvert à la circulation le 24 mai 1883 : pendant cette seule journée, il est emprunté par 1 800 véhicules et 150 300 personnes.

## Données techniques
Le pont de Brooklyn est un pont suspendu en acier monté sur des piles de 90 m qui sont enterrées à 35 m de profondeur ; le tablier se situe à une hauteur de 44 m. Sa longueur totale, y compris les rampes d'accès, s'élève à 1 825 m pour une largeur de 28 m. La portée entre les pylônes de granite atteint 487 m.
Sa conception revient au cabinet d'architecture de John Augustus Roebling à Trenton (New Jersey), qui a à son actif plusieurs ponts suspendus de taille plus modeste : à Waco (Texas) et à Cincinnati (Ohio). Le coût total de l'ouvrage s'élève finalement à un peu plus de quinze millions de dollars.
Le creusement des fondations se fait avec le procédé Triger. Un caisson en bois (en forme de cuvette renversée) est assemblé puis remorqué sur le lieu de construction des piliers, puis lesté avec du granit pour être immergé. Ensuite, à l'aide d'un piston, de l'air comprimé est soufflé dans le caisson afin d'en chasser l'eau et permettre ainsi aux ouvriers de travailler à sec.
Quand il est achevé, le profil aérodynamique du pont n'a pas encore été mis à l'épreuve. À cette époque, on n'utilise pas de soufflerie pour réaliser des essais sur modèles réduits. Le concepteur, particulièrement prudent, fait construire des armatures six fois plus résistantes que celles qu'il a estimées nécessaires. Il constate néanmoins que les câbles livrés par l'un des sous-traitants sont moins solides que prévu.

## Histoire
Avant la construction du pont, Brooklyn et Manhattan étaient deux villes distinctes et on ne pouvait passer de l'une à l'autre qu'en employant le ferry sur l'East River ; le pont relie d'ailleurs, de manière symbolique, les deux Hôtels de Ville. Brooklyn n'est intégrée à la ville de New York qu'en 1898.
William C. Kingsley, un entrepreneur du bâtiment, est à l'origine de la création du pont. Il finance une équipe pour en étudier la faisabilité, établir une première estimation de coût, trouver la situation et la forme précise, et en rechercher le financement. Il décida de passer à la réalisation concrète en 1865.
Roebling, spécialiste des câbles métalliques, parvient à faire accepter ses plans en 1867. Le politicien véreux « Boss » Tweed s'immisce dans le processus politique en versant divers pots-de-vin afin de faciliter le montage du projet et d'en devenir un actionnaire important ; il est arrêté en 1871 avant de pouvoir bénéficier du fruit de ses malversations.
Dès le début de la construction, en 1869, Roebling est sérieusement blessé au pied lors d'un accident sur le chantier : il est amputé des orteils mais meurt du tétanos deux semaines plus tard. Son fils Washington lui succède mais est victime d'un accident de décompression alors qu'il travaille dans le caisson sous-marin et reste lourdement handicapé,. Son épouse, Emily Warren Roebling, assure alors le relais entre lui et ses ouvriers tandis qu'il reste confiné dans son logis et observe la construction avec des jumelles. C'est Emily qui est la première à traverser le pont lors de l'inauguration officielle.
De nombreux ouvriers subissent également des accidents : ce sont 27 personnes en tout qui trouvent la mort sur le chantier. L'absence d'équipements de sécurité entraîne des chutes ; les incendies représentent un risque permanent ; et faute de casques de chantier, tous les objets qui tombent peuvent devenir très dangereux. Par ailleurs, les travaux sous-marins conduits avec le procédé Triger provoquent de nombreux accidents chez les ouvriers qui travaillent dans le caisson (paralysie des membres inférieurs notamment), car la remontée depuis la profondeur maximale de 35 m se fait sans palier de décompression. Ces accidents sont très bien décrits, mais pas compris à l'époque. On décide toutefois, pour réduire les risques, de limiter la journée de travail à quatre heures au lieu de huit ; le nombre de personnes présentes à la fois sur le chantier est également réduit.
L'inauguration, conduite par Emily Warren Roebling, voit également la présence du président Chester A. Arthur et du gouverneur de New York Grover Cleveland, lui-même futur président. De nombreuses festivités sont organisées, dont un feu d'artifice qui dure une heure. Toutefois, la communauté irlandaise de New York y participe très peu, car la date de l'inauguration coïncide avec celle de l'anniversaire de la reine Victoria. Environ 30 000 personnes sont présentes, les billets non nominatifs d'accès à la cérémonie se revendent 25 dollars. Le président Arthur arrive à 14 heures, accompagné des ministres et du gouverneur de l'État de New York. Ils rencontrent au milieu du pont la municipalité de Brooklyn, tandis que quatre navires de guerre lancent salves et coups de canons. Le cortège se rend ensuite à Brooklyn et échange auprès du bâtiment qui sera la future gare des tramways des discours. Mais la foule réussit à envahir le lieu, et tout se déroule dans la cohue. L'un des orateurs, interrompu par un orchestre se mettant à jouer un morceau à un moment imprévu, déclara qu'il ne continuera pas plus longtemps, et son discours sera publié dans les journaux le lendemain. La délégation des officiels alla rendre visite pour le féliciter à Roebling fils, alité depuis plus de dix ans, qui avait continué à superviser les travaux. Le 24 mai 1883 à minuit le public est admis à circuler sur le pont ; 140 000 personnes sont passées au guichet le premier jour, 90 000 le deuxième, et 250 000 le dimanche suivant.
La construction du pont a coûté 75 millions de francs de l'époque, alors que les premiers devis en prévoyaient 54.
Initialement, la traversée du pont est soumise à un droit de péage, qui disparaît en 1891 pour les piétons puis en 1911 pour les véhicules. Quelques jours après l'inauguration, un mouvement de panique se déclenche à l'idée que celui-ci pourrait être en train de s'écrouler : 12 personnes trouvent alors la mort dans la bousculade qui s'ensuit. En mai 1884, Phineas Taylor Barnum, tout en faisant de la publicité pour son célèbre cirque, démontre la fiabilité du pont en y faisant défiler les 21 éléphants de sa ménagerie.
De nos jours[Quand ?], la circulation se fait sur deux niveaux : l'un pour les véhicules à moteur et l'autre pour les cyclistes et piétons.
Dans la soirée du samedi 17 mai 2025, le Cuauhtémoc, voilier-école de la marine mexicaine, percute le pont, sous lequel la hauteur de ses mâts lui interdisait de passer. L'accident fait deux morts et une vingtaine de blessés,.

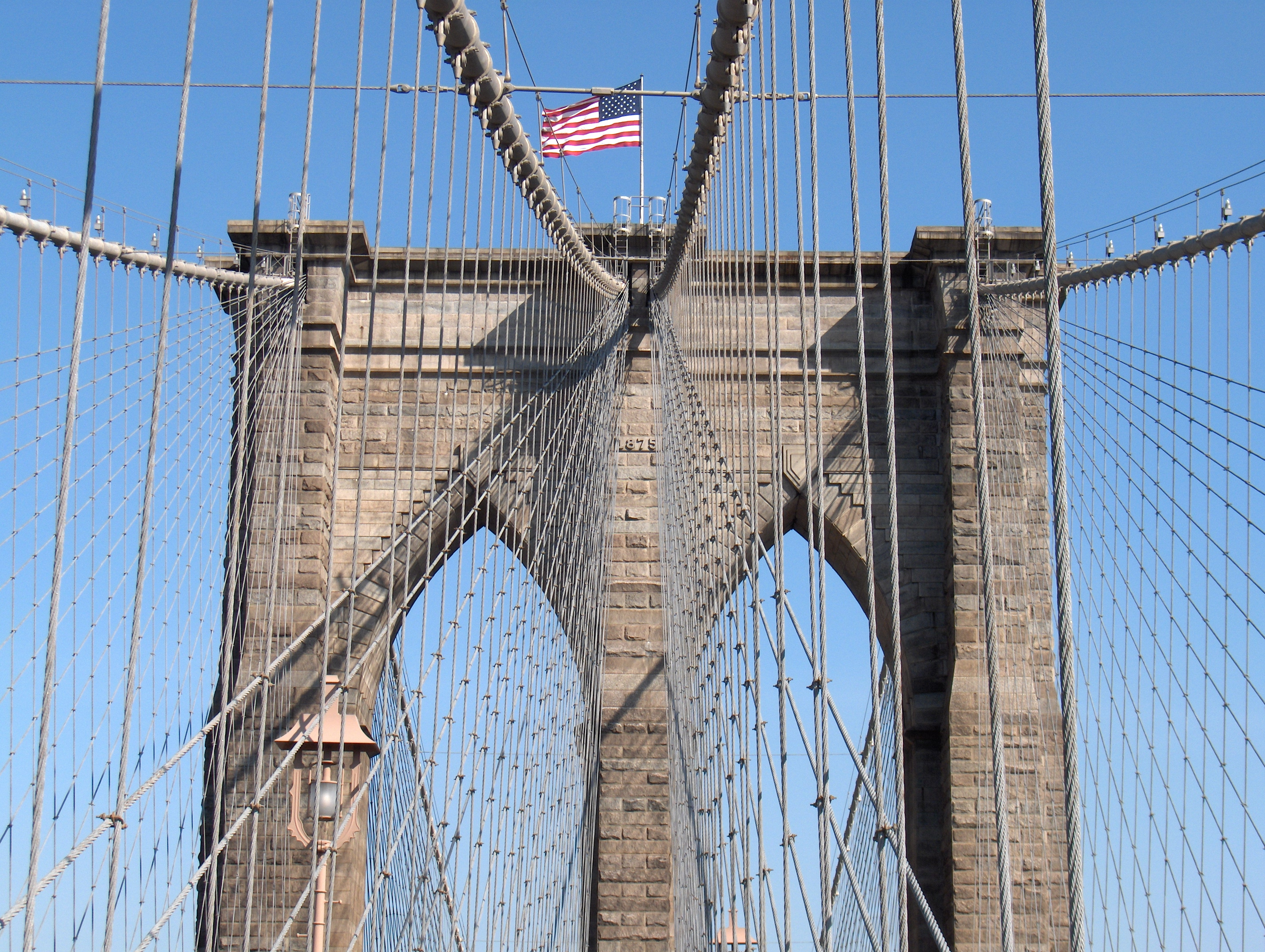
Le système de câbles.
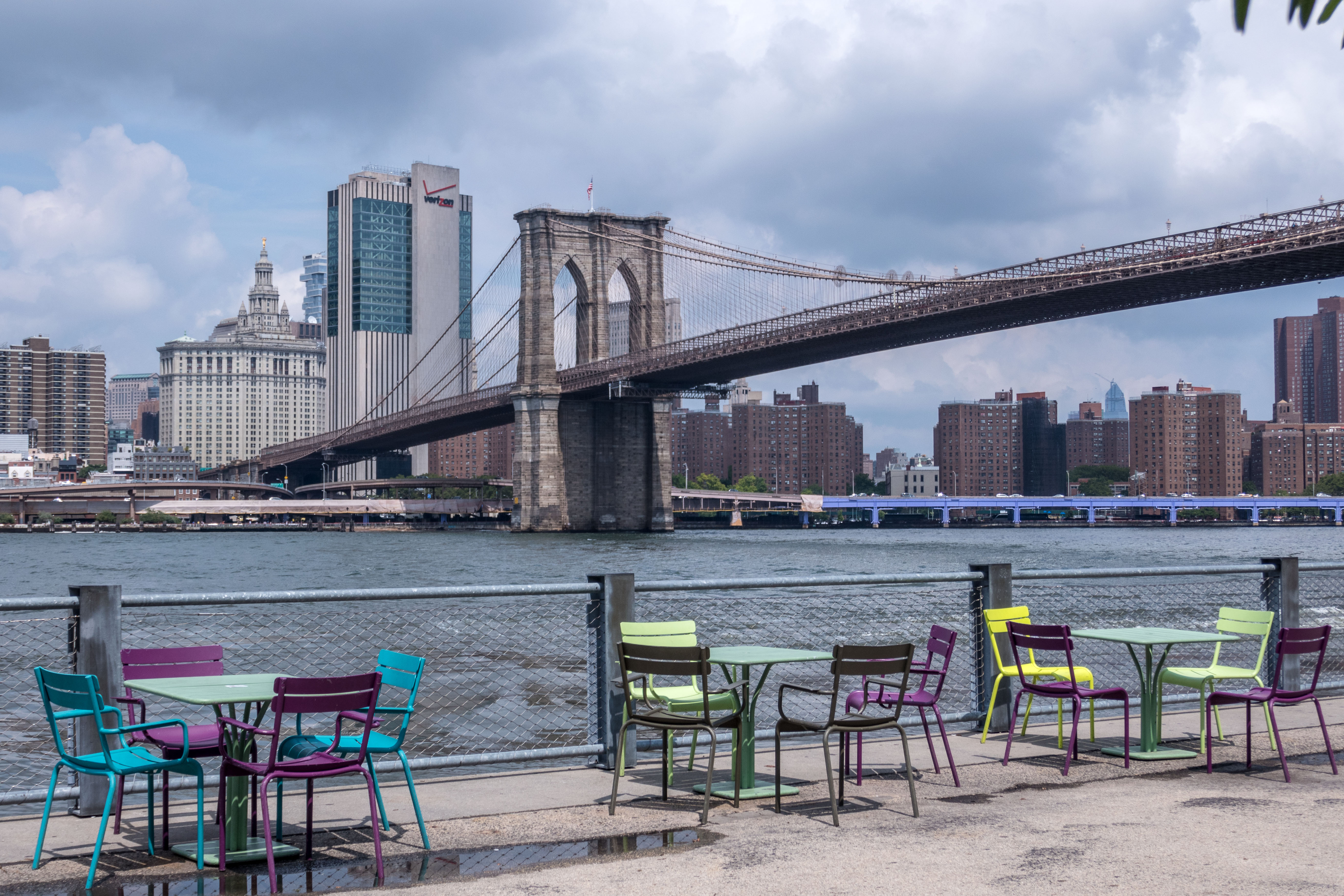
Le Pont de Brooklyn, vu sous un autre angle.
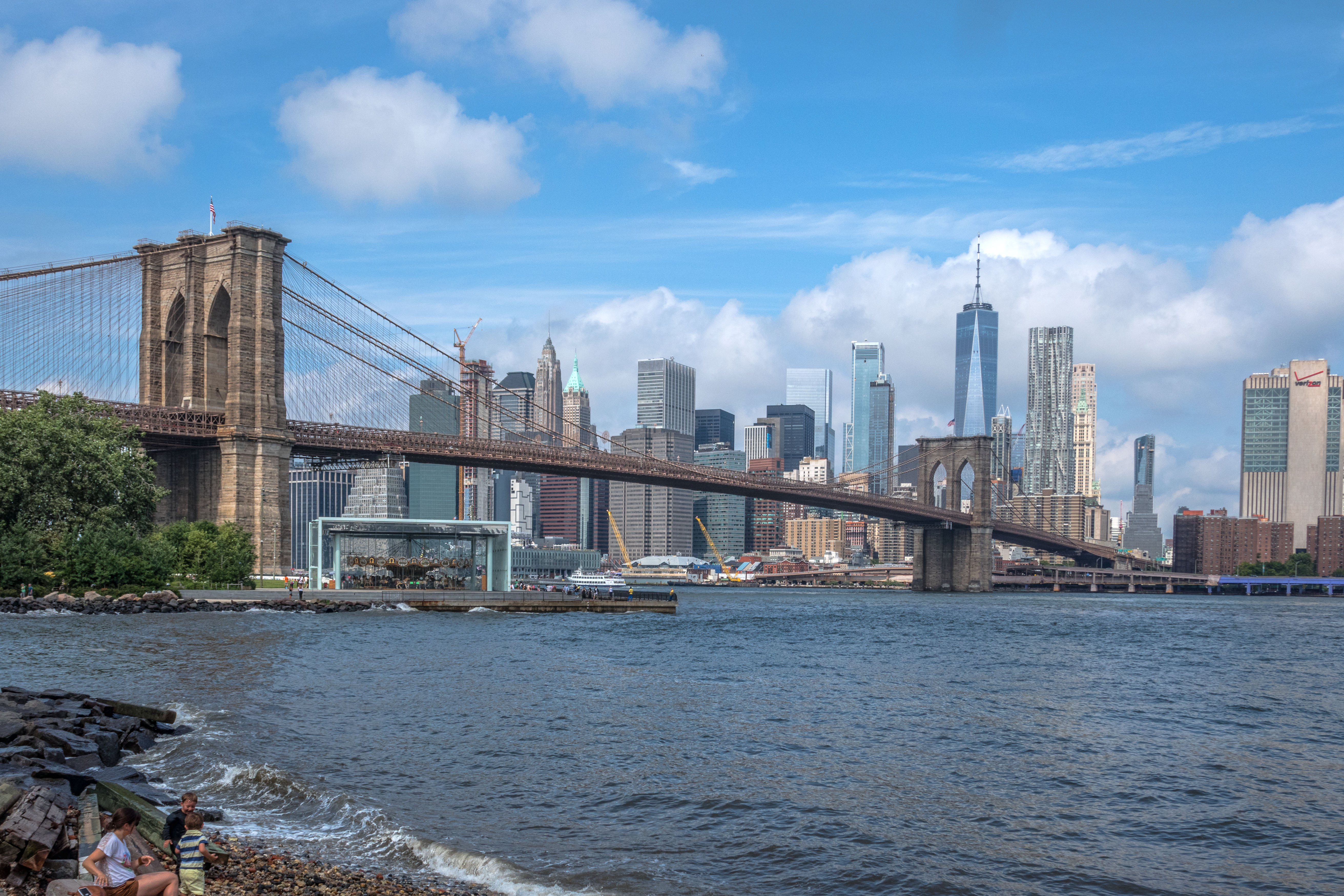
Le Pont de Brooklyn vu depuis Fulton Landing Park à Brooklyn.
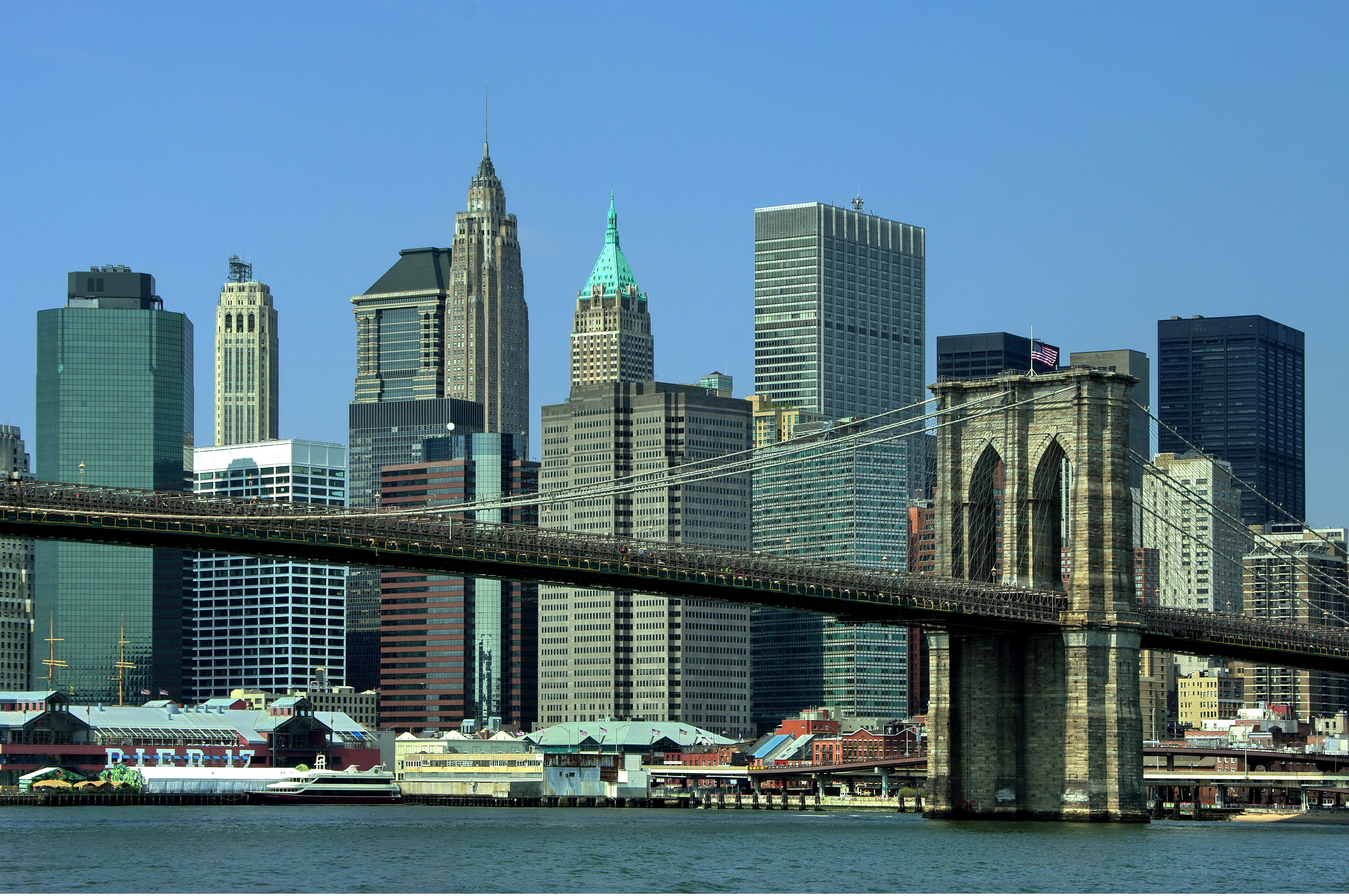
Le pont et Manhattan.
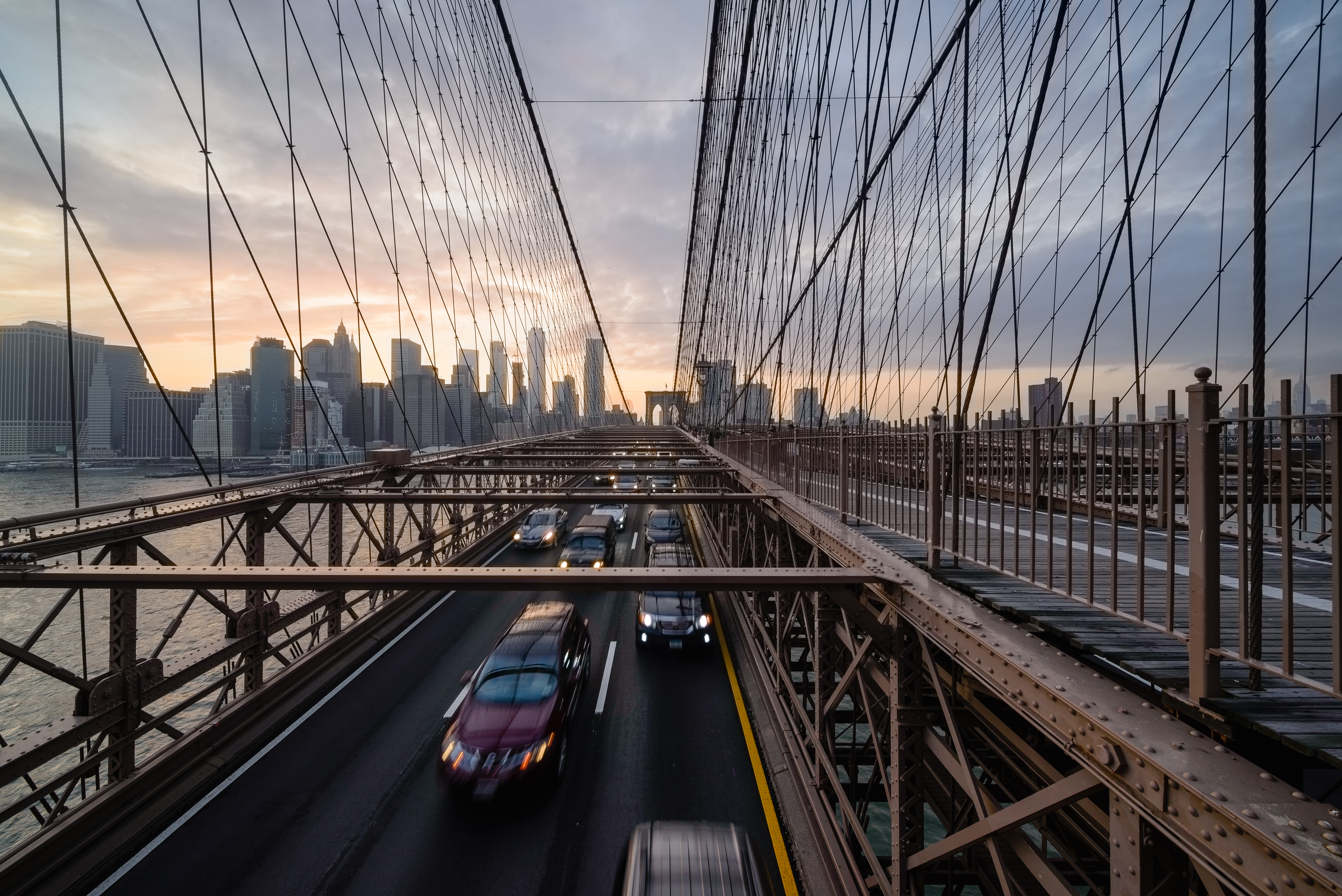
La circulation sur le pont.
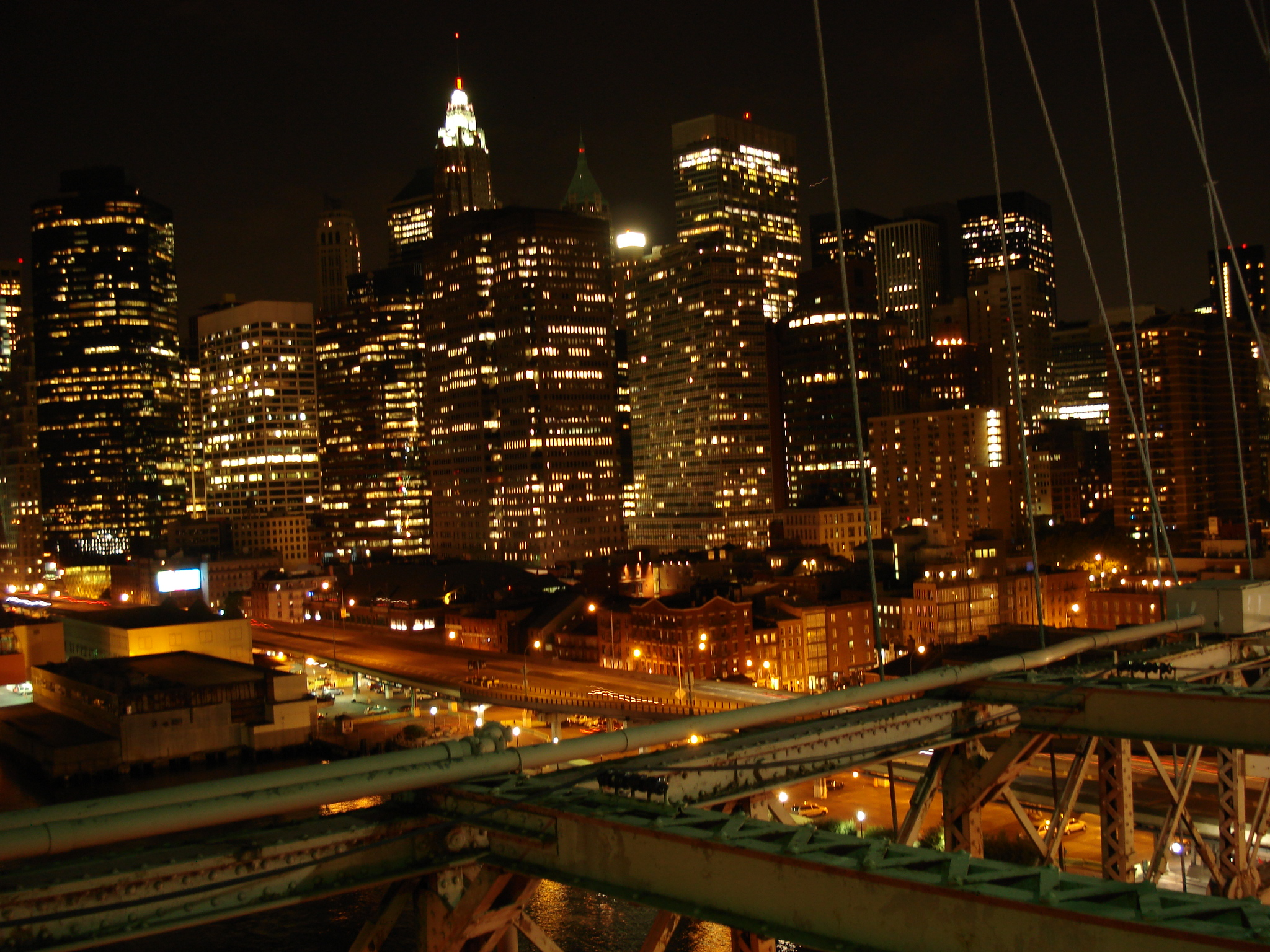
Vue de Manhattan depuis le pont.
Le voilier Cuauhtémoc après avoir percuté le pont de Brooklyn le 17 mai 2025.

## Représentations
Le pont de Brooklyn est un lieu de promenade très prisé.

### Au cinéma et à la télévision
- Le Pont de Brooklyn est un épisode docufiction de la série Les Sept Merveilles du monde industriel de la BBC.
- Pont de Brooklyn est un film des frères Lumière datant de 1896.
- La construction du pont de Brooklyn est racontée dans le documentaire télévisé de Ken Burns, Brooklyn Bridge, en 1981.
- L'ouvrage apparaît à plusieurs reprises dans le film Il était une fois en Amérique (1984).
- Une course-poursuite entre les héros et le vilain Sykes s'engage dans le métro new-yorkais puis sur le pont de Brooklyn au climax du film d'animation Oliver et Compagnie (1988).
- Godzilla meurt sur le pont de Brooklyn, emmêlé dans les câbles, dans Godzilla en 1998.
- En partie en hommage à Godzilla, justement, le pont de Brooklyn joue un rôle important dans le début du film Cloverfield (2008).
- Le pont coupé en deux apparaît sur l'affiche du film Je suis une légende avec Will Smith[11].
- Dans la série télévisée Castle (2009-2016), qui se déroule à New York, c'est la silhouette du pont de Brooklyn, sur fond d'immeubles du quartier de Brooklyn Heights, qui figure sur la title card, c'est-à-dire sur la vue en intertitre qui dans chaque épisode porte le logo de la série et initie le générique de début.
- La construction du pont et le rôle d'Emily Warren Roebling sont évoqués dans la saison 2 de la série The Gilded Age

### Dans les arts

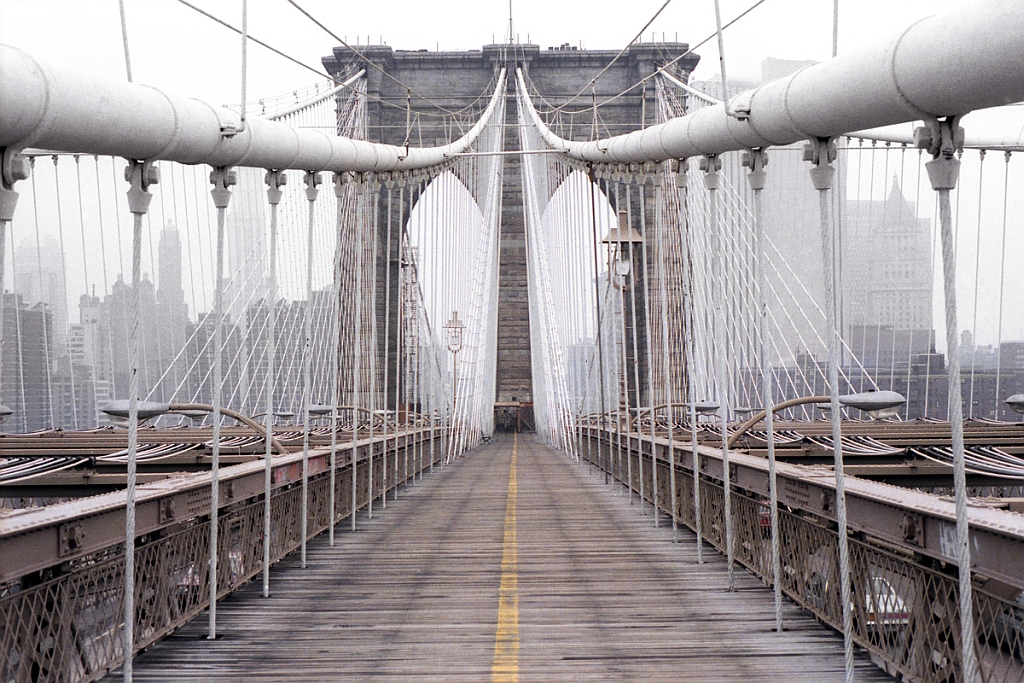
Pont de Brooklyn - Août 1984 - Vue de la passerelle piétonne.

- Pont de Brooklyn - Août 1984 - Vue de la passerelle piétonne.Émile Renouf est l'un des premiers à prendre le pont de Brooklyn pour sujet d'une peinture, en 1891[12],[13].
- Aux États-Unis, de nombreux artistes peintres (Samuel Halpert, Georgia O'Keeffe, Andy Warhol, Theodore Earl Butler), photographes (Walker Evans), romanciers (Henry Miller), dramaturges (Arthur Miller), poètes (Hart Crane, Jack Kerouac, Allen Ginsberg) ou encore musiciens (Wyclef Jean) l'ont traité dans leurs œuvres[2].

### Dans les jeux vidéo
- Dans le Liberty City de l'ère Grand Theft Auto IV apparaît une réplique du pont, appelée « Broker Bridge ».
- Dans Mafia II, le Grand Upper Bridge traversant la Culver River et qui relie les quartiers d'Hunter's Point à Uptown en est une réplique.
- Dans les jeux vidéo de la 5e Génération de Pokémon, le Pont de Brooklyn est l'un des modèles avec le Rainbow Bridge, pour la création du Pont Sagiciel entre Volucité et la Forêt d'Empoigne.
- Également dans les jeux vidéo Disney Infinity 2.0, Spider-Man 2.

Vue depuis le quartier de Brooklyn.